# Big Five (orquestas)
Las Cinco Grandes orquestas de los Estados Unidos son las cinco orquestas sinfónicas que lideraron el campo en "excelencia musical, calibre de maestría musical, semanas totales de contrato, salarios básicos semanales, garantías de grabación y vacaciones pagadas" cuando el término ganó vigencia a finales de la década de 1950 y algunos años después. En orden de fundación, fueron:
- Orquesta Filarmónica de Nueva York (1842)
- Orquesta Sinfónica de Boston (1881)[4]
- Orquesta Sinfónica de Chicago (1891)[5]
- Orquesta de Filadelfia (1900)
- Orquesta de Cleveland (1918)[6]

## Orígenes
El término "Cinco Grandes" se acuñó en la época en que las grabaciones de larga duración estuvieron disponibles, las transmisiones de radio orquestales regulares se estaban expandiendo y las cinco orquestas que componen el grupo tenían una serie de conciertos anuales en la ciudad de Nueva York. A mediados del siglo XX, con grabaciones y transmisiones de radio dominadas por conjuntos de la Costa Este, las orquestas más destacadas eran conocidas como las "Tres Grandes": Nueva York, Boston y Filadelfia. Si bien esta etiqueta todavía se usaba a fines de la década de 1950 (por ejemplo, Newsweek, 17 de febrero de 1958), el creciente prestigio de la Orquesta de Cleveland bajo la dirección de George Szell y la Orquesta Sinfónica de Chicago bajo la dirección de Fritz Reiner en este momento hizo que los "Tres Grandes" se convirtieran en los "Cinco Grandes".

## Actualidad
La gente todavía se refiere a los "Cinco Grandes", pero muchos consideran que la clasificación está desactualizada. Varios críticos han sugerido que se amplíe el escalón superior, incluido Michael Walsh en la revista Time en 1983; y Mark Swed en Los Angeles Times, 2005. Entre las orquestas propuestas para su inclusión se encuentran la Filarmónica de Los Ángeles, la Sinfónica de San Francisco, la Orquesta Sinfónica de Atlanta,  la Orquesta Sinfónica de Pittsburgh, la Sinfónica de Houston, la Orquesta Sinfónica de Baltimore, la Orquesta Sinfónica Nacional (Washington D. C.), la Orquesta de Minnesota (Minneapolis), y la Orquesta Sinfónica de St. Louis.
Siete orquestas estadounidenses figuraron entre las 20 mejores del mundo en una encuesta de críticos realizada en 2008 por Gramophone. Eran, en orden de rango, la Orquesta Sinfónica de Chicago (5º), la Orquesta de Cleveland (7º), la Filarmónica de Los Ángeles (8º), la Orquesta Sinfónica de Boston (11º), la Filarmónica de Nueva York (12º), la Sinfónica de San Francisco (13), y la Metropolitan Opera Orchestra (Nueva York) (18).
En el siglo XXI, algunos observadores de las orquestas estadounidenses sugieren que la designación "Big Five" ya no tiene sentido. Gary Hanson, exdirector ejecutivo de la Orquesta de Cleveland, comentó en 2013 que la reputación de una orquesta alguna vez fue un factor importante en su "capacidad para competir por el talento", lo que significa que "había una relación directa entre la reputación y la calidad". La mayor movilidad geográfica de los músicos, la rareza de los principales contratos de grabación orquestal y la existencia de importantes orquestas durante todo el año en más ciudades estadounidenses han reducido la importancia del prestigio que alguna vez estuvo asociado con los Cinco Grandes. The New York Times sugirió que "el clima y el costo de vida tienen tanta probabilidad de figurar en la elección de empleador de un músico como el renombre histórico de una orquesta". Además, la disponibilidad de una gran cantidad de jóvenes músicos talentosos se describe como un "factor de nivelación" que mejora la calidad de todas las orquestas estadounidenses.

## Otras lecturas
- Lebrecht, Norman, "Bucks Stop Here: The Biggest Not Need Be the Best", La Scena Musicale, 5 de julio de 2000.

- Datos: Q858862